# Stéphane Just
Stéphane Just   (11è districte de París, 13 d'agost de 1921 - Suresnes, 12 d'agost de 1997) va ser un dirigent trotskista francès.

## Biografia
Fill de Claude Just, sastre artesà, un dels dirigents de l'esquerra de la SFIO (Partit Socialista) en els anys trenta. Únicament cursà estudis primaris i començà a treballar a l'edat de tretze anys. Abans de la guerra la seva vida professional va ser força precària, exercint treballs molt diversos com a empleat en una ferreteria, aprenent de sastre, obrer agrícola, etc. Entrà en contacte amb el moviment obrer molt jove, especialment amb les Joventuts Socialistes, per mitjà de son pare, sense afiliar-se, però, inicialment a cap organització. Reclutat pels ocupants nazis per al servei de treball obligatori en Alemanya durant 1943-1945, s'organitzà amb militants trotskistes francesos en la fàbrica de Daimler a Berlín.
El 1947, Stéphane Just s'incorporà alhora a les Joventuts Socialistes del Sena i al Partit Comunista Internacionalista, la secció francesa de la IV Internacional trotskista. Des de juny de 1947, després d'ésser dissolta la direcció de les JS per la direcció de la SFIO, milità exclusivament al PCI i va entrar a formar part del comitè central d'aquest partit. Aqueix mateix any fou un dels líders de la vaga de la RATP, en la qual intervingué per a estendre-la al conjunt dels ferrocarrils de França, cosa l'enfrontà amb la direcció de la CGT, a la que tot just acabava d'afiliar-se, i la represàlia d'ésser traslladat del taller de manteniment on treballava al magatzem de roba. Peó en la RATP, i obrer electricista qualificat d'aqueixa empresa des de 1957, intervingué activament contra la divisió de la CGT. El 1950 fou exclòs de la confederació dominada pel PCF acusat d'“activitats fraccionals” i “titisme” (seguidor de Tito). A partir d'aleshores es va dedicar de ple al desenvolupament del PCI i no tornà a afiliar-se al sindicalisme fins a 1976, quan s'incorporà a Force ouvrière.

## Revisionisme pablista
Durant la crisi de la IV Internacional el 1951-1953, fou un dels adversaris de la direcció internacional encapçalada per Michel Pablo i donà suport a la direcció del partit francès en la seva posició contrària a l'entrisme en els partits estalinistes i a considerar la burocràcia del Kremlin com a substituta de la direcció revolucionària del proletariat. Després de l'expulsió de la IV Internacional de la majoria del PCI, va entrar en el Buró Polític de l'organització. Candidat el 1947 en les eleccions municipals, ho seria després en les legislatives de 1951 i l'únic portaveu del trotskisme en les de 1967.
Agitador i organitzador en el seu treball, fou, alhora i sota diversos àlies, un dels principals redactors del setmanari La Verité a partir de 1953. Els seus articles (més d'un centenar) van explorar tota l'actualitat política, tant nacional com mundial. Fou ell qui redactà gairebé tots els articles de fons de setembre de 1955 a març de 1956, i les consignes essencials del PCI foren, força sovint, aportació seva: “Comitè Nacional de Vaga, Govern d'Unitat Obrera, Pla de Producció”, durant la vaga general d'agost de 1953; “Govern de les organitzacions obreres unides” quan la derrota francesa de Dien Bien Phu (Vietnam); “Manifestació central davant del Palau Borbó [seu del Parlament francès]” durant el moviment dels reservistes el 1956. Fou un dels quatre dirigents trotskistes encausats per la justícia militar el 1957 pels seus articles contra la guerra de l'imperialisme francès a Algèria.

## La lluita per la reconstrucció de la IV Internacional
Els anys 60 foren anys de treballs de reconstrucció del grup i de la IV Internacional, trencada en dues grans fraccions des de 1953 constitunt l'Organisation Communiste Internationaliste (OCI) com a continuadora de l'antic PCI i de la que, junt amb Pierre Lambert, Just en fou un incontestable dirigent i teòric, alhora que mantenia la seva condició de dirigent obrer reconegut de la RATP.
En aquesta etapa, esdevingué la punta de llança de la defensa del trotskisme contra els pablistes (seguidors de Michel Pablo), als que considerava liquidadors de la IV Internacional i guarda flancs dels aparells burocràtics. Va alimentar a La Verité, l'òrgan teòric de l'OCI, amb polèmiques i articles de fons necessaris per a aquesta controvèrsia, com també sobre els problemes d'estratègia i
tàctica i sobre l'anàlisi econòmica de l'imperialisme.
Les seves dues obres capitals en aquesta vessant (Défense Du trotskysme, La Vérité números 530-531, 1965 i Défense Du trotskysme 2. Révisionisme liquidateur contre trotskysme, SELIO, 1971) queden com a exemple de polèmica i anàlisi en defensa del marxisme. Paral·lelament, va ser un dels principals dirigents de les instàncies internacionals que es succeïren per tal d'agrupar les organitzacions i partits que es comprometien a escala mundial en la via de la reconstrucció de la IV Internacional: Comitè Internacional, del que fou designat secretari el 1966 fins a 1972, CORCI, IV Internacional-(CIR)...
Al mateix temps, es mantingué en primera línia dels combats de classe, com el 1963 durant la vaga dels miners. El 1968 hom confià al seu talent de tribú la tasca de llançar (el 10 de maig en el míting de la Federació d'Estudiants Revolucionaris) la consigna que concretava la línia de l'OCI per a l'aixecament de tota la classe obrera, cap a la vaga general: “500.000 treballadors al barri llatí!”
El pes de Stéphane Just en la direcció de l'organització trotskista a França fou considerable i sovint determinant a partir de 1965. Aquest fou el cas, en particular, per la seva inquietud en dotar-la d'un programa que concretés, per a la situació francesa, el mètode i consignes del Programa de transició. Fou qui va redactar el programa electoral que defensà en les legislatives, el Manifest de l'Organització Comunista Internacional en vespres de maig de 1968 i el seu programa d'acció el 1973. Igualment en allò que fa a la permanentment actualització de qüestions relatives al Front Únic i la perspectiva del govern obrer, a què va consagrar un fullet el 1971 (Le Gouvernement ouvrier et paysan, AJS, 1971). En relació amb aquesta qüestió, fou l'autor essencial el 1977 d'un llibre sobre els Fronts Populars. El denominador comú de totes aquestes intervencions i escrits, de forma expressa o subjacent, va ser la voluntat de construcció del partit revolucionari dirigent del proletariat, a França i a nivell internacional.

## Resistència envers l'oportunisme lambertista
A partir de les acaballes dels anys setanta començà a distanciar-se de l'evolució que menava avant la direcció lambertista de l'OCI, ja que segons la seva opinió derivava cap a pràctiques oportunistes i burocràtiques. El 1979, arran de l'“afer Berg”, fou ell qui alçà la tapa que ocultava el desenrotllament de corrupteles al si del miniaparell burocràtic de l'organització. Ja el 1980 el seu nom quedà descartat de les publicacions internacionals i La Vérité, de la que havia estat redactor en cap tota la dècada anterior, no tornà a aparèixer durant un temps. La seva creixent oposició a les manifestacions d'una línia liquidadora del PCI com a organització trotskista (capitulació davant del Front Popular – Unió de la Gauche, subordinació als interessos de l'aparell de Force Ouvrière, abandonament de la construcció d'un partit obrer revolucionari) es va circumscriure, no obstant això, al nivell de direcció.
El 1981, Just entra ja en conflicte polític obert i públic amb Pierre Lambert en particular sobre la “línia de la democràcia” dissenyada en substitució del programa bolxevic d'acció anticapitalista centrat en l'eix del govern obrer. Just analitzà que el revisionisme s'apoderà de la direcció del PCI (antiga OCI), arrossegant amb ella les altres organitzacions de la seva agrupació internacional. Considerà que la causa última de la degeneració fou l'adaptació progressiva a la política de les direccions traïdores del moviment obrer, especialment a la de Force Ouvrière.
Quan el 1983-1984 Lambert desenvolupa fins als límits la “línia de la democràcia “ amb la proposta de dissolució del PCI en un “Partit dels Treballadors“, Just hi veu una renúncia a la lluita pel socialisme i pel Partit Revolucionari. Ja en aqueixa controvèrsia, enmig d'una organització fortament burocratitzada sota el puny de ferro de Lambert, Stéphane Just s'oposa de manera frontal a què la fracció d'educadors del PCI, que va animar des de finals dels anys 60 el corrent Front Unique ouvrier al si del sindicat unificat de l'ensenyança FEN, abandoni la mateixa FEN per a crear sindicats del sector afiliats a Force Ouvrière.
No obstant això, en ple combat polític va ser expulsat durant un Congrés nacional, junt amb altres militants, amb el pretext d'haver-se negat a acceptar l'exclusió d'un militant acusat d'haver deformat les propostes d'un responsable del PCI. El militant en qüestió era Serge Goudard, un dels més ferms oponents a la creació del sindicat divisor de Force Ouvrière en l'ensenyament.

## Comité pour la construction Du parti ouvrier révolutionnaire, la international ouvrière revolutionnaire
A partir d'aqueix moment, amb els camarades que compartien les seves posicions, Just liderà la constitució del “Comité per a l'endreçament polític i organitzatiu del PCI, per la reconstrucció de la IV Internacional “, que editava el butlletí Combattre pour le Socialisme.
El Comité, el 1991, davant la liquidació política i organitzativa definitiva del PCI en un PT adaptat a la política de la burocràcia sindical de Force Ouvrière, dona per finalitzades les possibilitats de reconstrucció de la IV Internacional i esdevingué “Comité pour la construction Du parti ouvrier révolutionnaire, la international ouvrière revolutionnaire”.
Tot i que afeblit per una dolorosa malaltia pulmonar i fins a la seva mort el 1997, Stéphane Just concentrà totes les seves forces en el desenrotllament d'aquest Comitè, fidel al llegat de la III Internacional del Lenin i Trotski i de la IV Internacional abans de la seva dislocació i destrucció, amb l'objectiu declarat de promoure la revolució proletària a nivell mundial i la construcció de la societat socialista sobre les runes del capitalisme actual.

## Escrits
- 1965: Defensa del trotskisme (1), traducció de l'article Défense du Trotskysme (I) publicat a «La Vérité»
- 1969: Estalinisme i esquerranisme
- 1971: El govern Obrer i Camperol
- 1972: Materials per a la Conferència Nacional de Militants pel Govern Obrer
- Prefaci a Els sindicats a l'era de la decadència imperialista
- 1973: Prefaci a Els marxistes contra l'autogestió, 1973
- 1976: Objectiu - subjectiu, traducció del text Objectif-subjectif publicat a «La Vérité», n. 573, de setembre de 1976
- 1981: El seu contingut real és la dictadura del proletariat (Sobre l'Assemblea Constituent polonesa)
- La revolució política a l'URSS i a l'Europa de l'Est i Nous elements per a un informe sobre la revolució política
- Contribució a la Conferència Mundial (I y II): La revolució política a l'URSS i a l'Europa de l'Est
- 1983: Marx i les crisis del mode de producció capitalista
- 1984: On està i cap a on va la direcció del P.C.I.?
- 1984: Contribució a la discussió sobre: De quina manera el revisionisme s'apoderà de la direcció del P.C.I.
- Els sindicats, la crisi de l'imperialisme i el nou període de la revolució proletària
- 1986: Contribució a la preparació del XXXI congrés del PCI
- 1987: Caracas: en perill l'existència de IV Internacional – CIR
- 1991: A propòsit de dues “Conferències Mundials”
- 1992: De l'oportunisme… al revisionisme… al liquidacionisme
- 1996: Sobre «la mundialització del capital»
- 1996: Una nova perspectiva, 1996, Les bases econòmiques del marxisme